# Stiftshistoriska sällskap
Stiftshistoriska sällskap är relaterade till Svenska kyrkans stift (ett kyrkligt förvaltningsområde). De stiftshistoriska sällskapen främjar och samordnar intresset för studier av kyrkohistoria, person- och lokalhistoria i det egna stiftet. De flesta ger ut böcker och skrifter. Det finns, i det allra närmaste, ett stiftshistoriskt sällskap varje stift.